# سیارک ۸۵۸۶
سیارک ۸۵۸۶ (به انگلیسی: 8586 Epops، نامگذاری:2563P-L) هشت هزار و پانصد و هشتاد و ششمین سیارک کشف شده‌است که در ۲۴ سپتامبر ۱۹۶۰ کشف شد.
قدر مطلق سیارک برابر ۱۲٫۷۰ است.